# Berta de Saboya
Berta de Saboya, también llamada Berta de Turín (21 de septiembre de 1051-Maguncia, 27 de diciembre de 1087), fue la primera esposa del emperador Enrique IV del Sacro Imperio Romano Germánico, reina alemana y emperatriz del Sacro Imperio Romano Germánico. Está enterrada en la catedral de Espira.

## Vida
Berta de Saboya era hija de Otón I de Saboya (también llamado Oddone) y de Adelaida de Susa. Sus abuelos maternos eran Ulrico Manfredo II de Turín y Berta Obertenga. De niña, durante el reinado de Enrique III el Negro del Sacro Imperio, Enrique IV y Berta se comprometieron el 25 de diciembre de 1055 en Zúrich. La boda fue el 13 de julio de 1066 en Trebur.Mientras que Berta se enamoró de Enrique, este vio a su mujer con aversión. Aunque aparentemente era una bella mujer joven, el cronista sajón Bruno, un declarado oponente del emperador, informó sobre la continua infidelidad del emperador: «Tenía dos o tres Kebsweiber ('concubinas') al mismo tiempo, además de [a su esposa], pero este no estaba contento. [...] Su bella y noble esposa Berta [...] fue de tal manera odiada que él solo la veía lo necesario, ya que Enrique no había celebrado la boda por su propia voluntad».
Berta murió el 27 de diciembre de 1087 en Maguncia.

## Hijos
De su matrimonio con Enrique tuvo cinco hijos:
- Adelaida (1070-4 de junio de 1079).
- Enrique (1071-2 de agosto de 1071).
- Inés de Alemania (1072/73-24 de septiembre de 1143).
- Conrado (12 de febrero de 1074-27 de julio de 1101), más tarde rey del Sacro Imperio y rey de Italia.
- Enrique V del Sacro Imperio Romano Germánico (8 de enero de 1086-23 de mayo de 1125), más tarde rey del Sacro Imperio.